# Пјамперуђино (Гросето)
Пјамперуђино је насеље у Италији у округу Гросето, региону Тоскана.
Према процени из 2011. у насељу је живело 34 становника. Насеље се налази на надморској висини од 781 м.